# Michael Pak Jeong-il
Michael Pak Jeong-il (* 18. Dezember 1926 in Pjöngjang, Chōsen, Japanisches Kaiserreich; † 28. August 2024) war ein südkoreanischer Geistlicher und römisch-katholischer Bischof von Masan.

## Leben
Michael Pak Jeong-il empfing am 23. November 1958 das Sakrament der Priesterweihe für das Bistum Masan.
Papst Paul VI. ernannte ihn am 15. April 1977 zum Bischof von Cheju. Der Apostolische Pro-Nuntius in Korea, Erzbischof Luigi Dossena, spendete ihm am 31. Mai desselben Jahres in Jeju-si die Bischofsweihe; Mitkonsekratoren waren Victorinus Youn Kong-hi, Erzbischof von Kwangju, und Joseph Byeong Hwa Chang, Bischof von Masan. 
Am 8. Juni 1982 ernannte ihn Papst Johannes Paul II. zum Bischof von Jeonju. Am 15. Dezember 1988 wurde er zum Bischof von Masan ernannt. Von 1999 bis 2002 war er Vorsitzender der koreanischen Bischofskonferenz. Am 11. November 2002 nahm Papst Johannes Paul II. seinen altersbedingten Rücktritt an.
Er starb am 28. August 2024 im Alter von 97 Jahren nach kurzem Krankenhausaufenthalt in einem Pflegeheim.